# Satawal (langue)
Cet article concerne la langue satawal. Pour l'île de Satawal, voir Satawal.
Le satawal ou satawalais (en anglais Satawalese) est une langue micronésienne parlée sur l’atoll de Satawal, à l’est de l’État de Yap (dans les îles Carolines orientales) aux États fédérés de Micronésie. Il est parlé par 460 locuteurs (recensement de 1987 à Yap). Il présente des similarités lexicales à 95 % avec le carolinien et à 88 % avec le woleai et le puluwat.